# Musique de Chypre

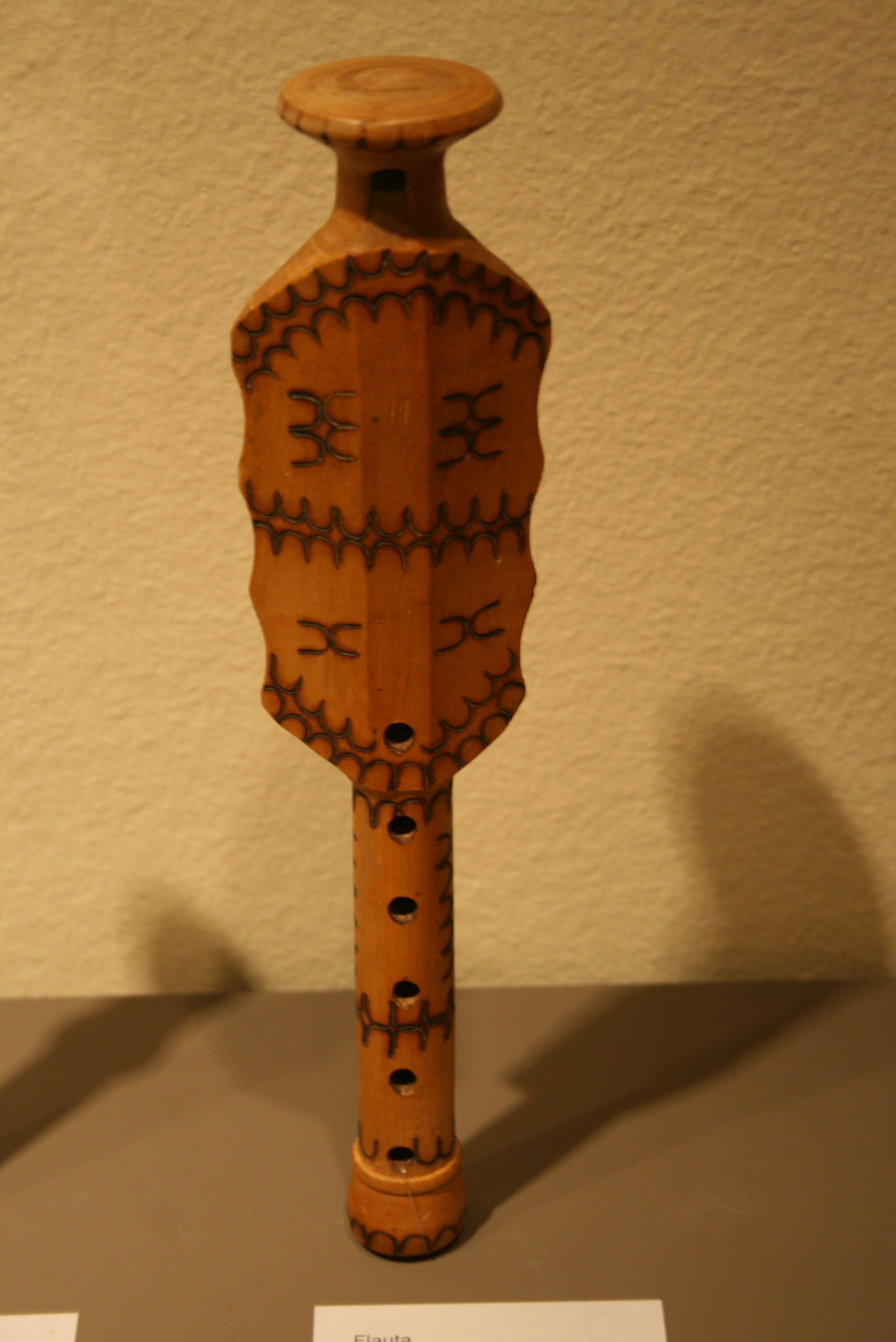
Flûte de Chypre

La musique de Chypre comprend une variété de genres traditionnels, de musique classique occidentale et de musique populaire occidentale. La musique traditionnelle chypriote est similaire à la musique traditionnelle grecque, elle se rapproche le plus du ''Nisiotika'', les chansons et danses des îles de l'Égée, et inclut des danses telles que la sousta, syrtos, ballos, tatsia, antikristos, arabiye, karotseris, sinalik, chiftetelli, zeimbekiko et la danse mandra.